# كريل سنزوي
كريل سنزوي (الاسم العلمي: Euphausia sanzoi) هو نوع من المفصليات يتبع جنس الكريل من الفصيلة الكريلية.